# Kościół św. Andrzeja Apostoła w Ujeździe
Kościół świętego Andrzeja Apostoła – rzymskokatolicki kościół parafialny należący do dekanatu Ujazd diecezji opolskiej.

## Historia
W 1233 biskup wrocławski Wawrzyniec, wraz z nadaniem praw miejskich Ujazdowi, wyznaczył miejsce pod kościół (w 1285 odnotowano proboszcza Stanisława).
Obecna świątynia została wybudowana w 1613 na polecenie ówczesnego właściciela Ujazdu Mikołaja Kochcickiego, który został pochowany w jej podziemiach. W 1864 obie wieże świątyni, do tej pory nakryte drewnianymi dachami hełmowymi, zostały podniesione i uformowane w stylu neogotyckim. W 1933, podczas urzędowania proboszcza księdza Maksymiliana Gerlicha, kościół został przedłużony o obecne prezbiterium, oraz rozbudowany o zakrystię i salę parafialną.

## Wyposażenie
Obecny ołtarz został wykonany w 1823 przez znanego czeskiego rzeźbiarza Bernarda Kutzera, który również jest twórcą nadbudowy chrzcielnicy i ambony. Boczne ołtarze zostały wykonane w XVIII wieku. Po prawej znajduje się tzw. Tron Łaski – przedstawiona jest w nim Trójca Święta z Chrystusem Frasobliwym w centralnej części. Drugi mieści renesansowy obraz namalowany na desce w II połowie XVI wieku, przedstawiający Matkę Boską z Dzieciątkiem znajdującą się między św. Barbarą i św. Dorotą.
Na wieży wiszą cztery dzwony, z których używane są dwa, sprowadzone z Niemiec. Do kościoła w Ujeździe trafiły z nieczynnego kościoła protestanckiego w Wuppertalu. Ważą łącznie 2654 kilogramy i odlano je w 1955 i 1963 roku, w odlewni Rincker. Dzwony pobłogosławił podczas uroczystości bierzmowania biskup opolski Jan Bagiński. Znajdują się na nich cytaty w języku niemieckim. Na jednym wers Psalmu 103 "Chwal Pana", na drugim - z pierwszej Księgi Samuela - "Słuchajcie słów Pana".  Z poprzedniego zestawu czterech dzwonów, który został zabrany na cele wojenne zachował się jeden, nieużywany obecnie dzwon Józef.

## Galeria

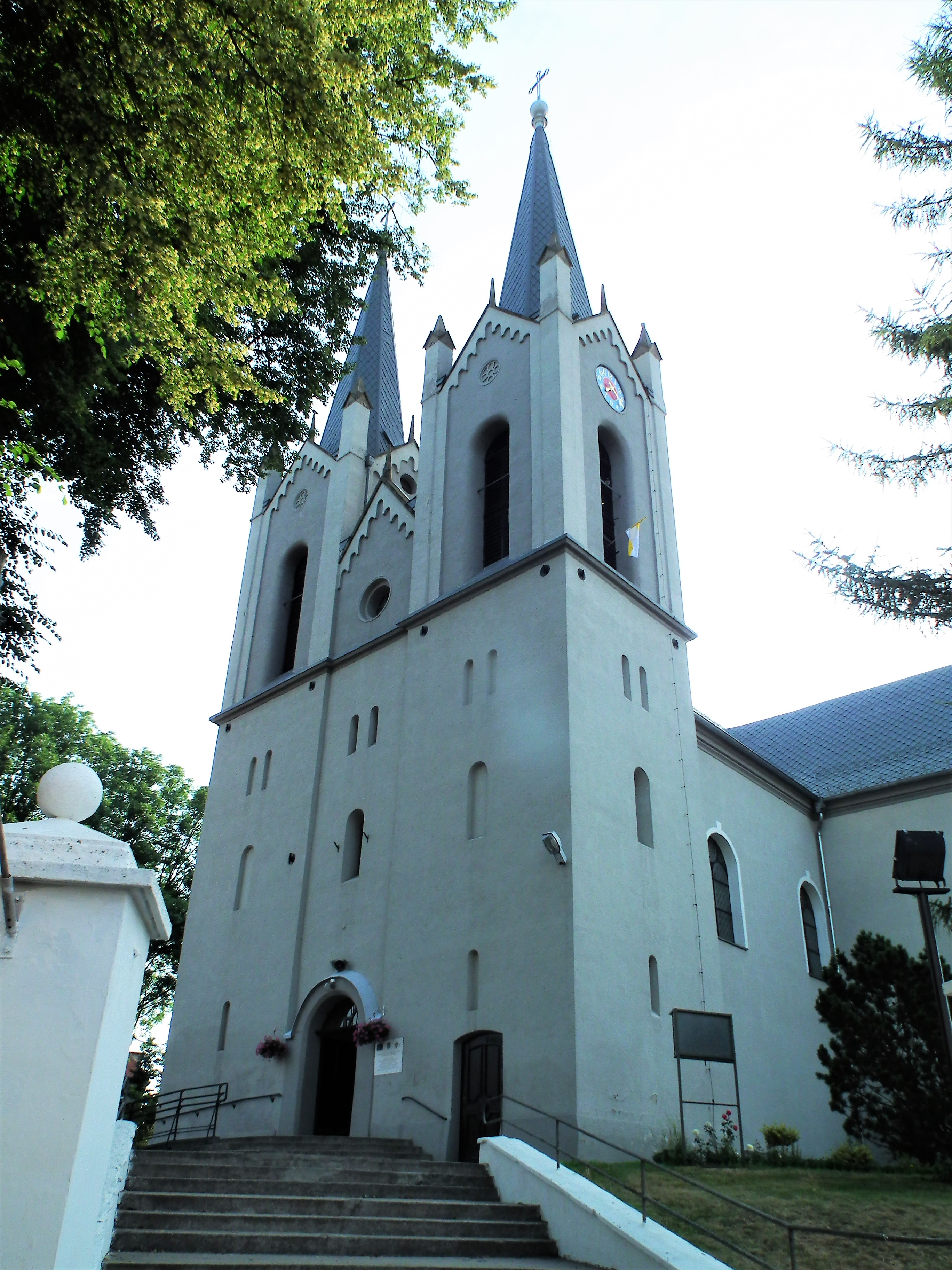
Fasada czołowa
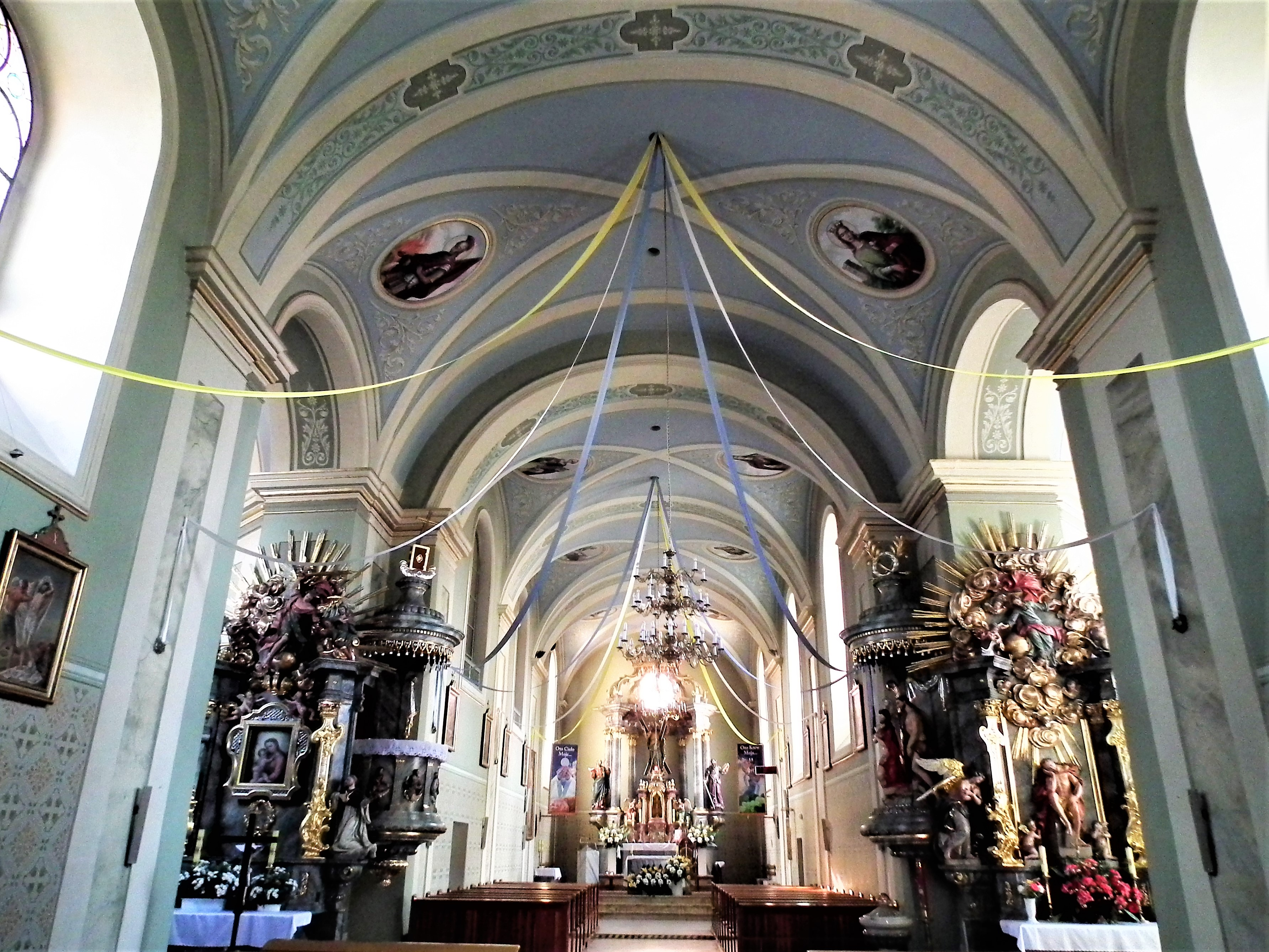
Wnętrze i ołtarz główny
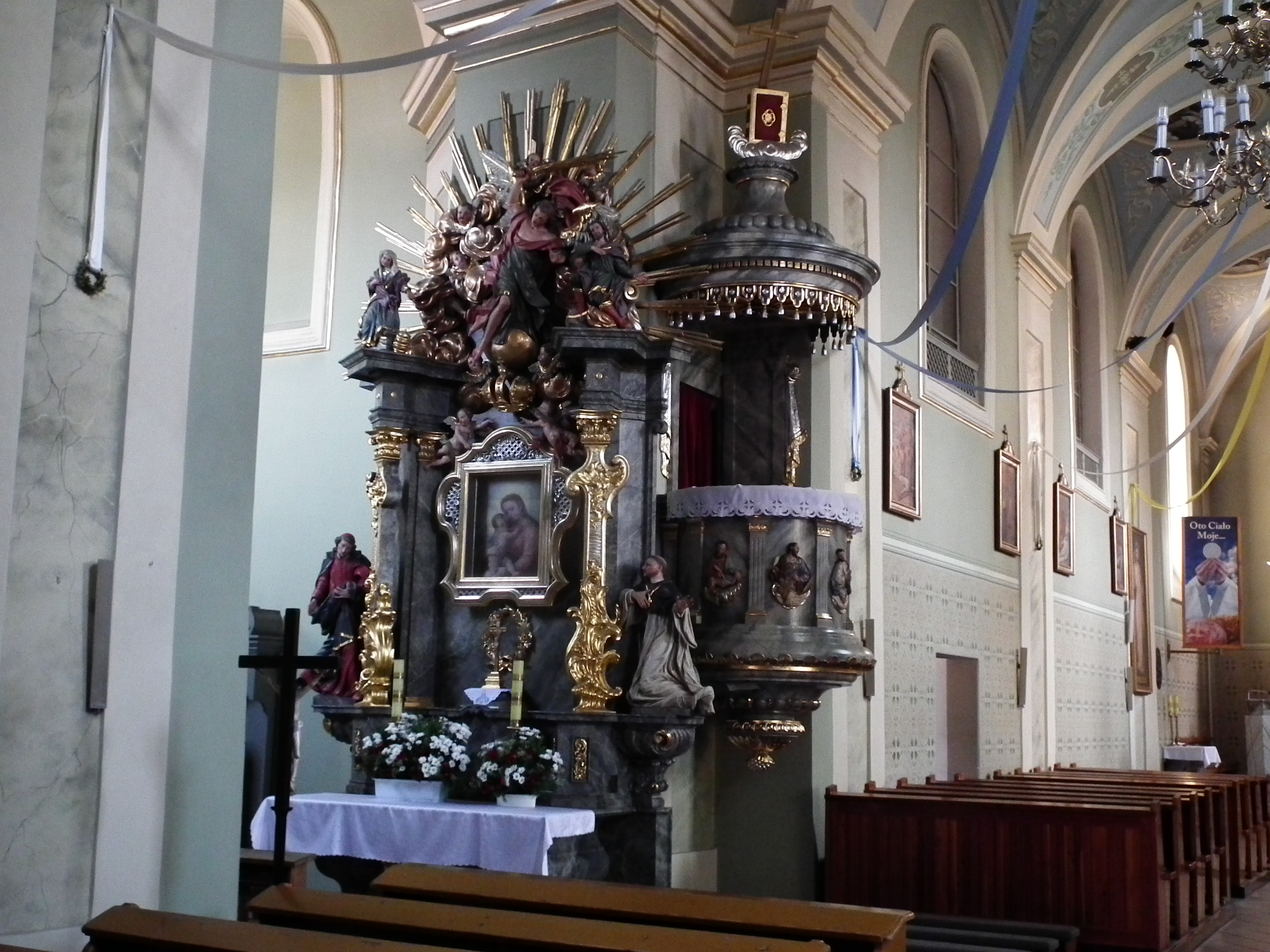
Ambona i ołtarz boczny
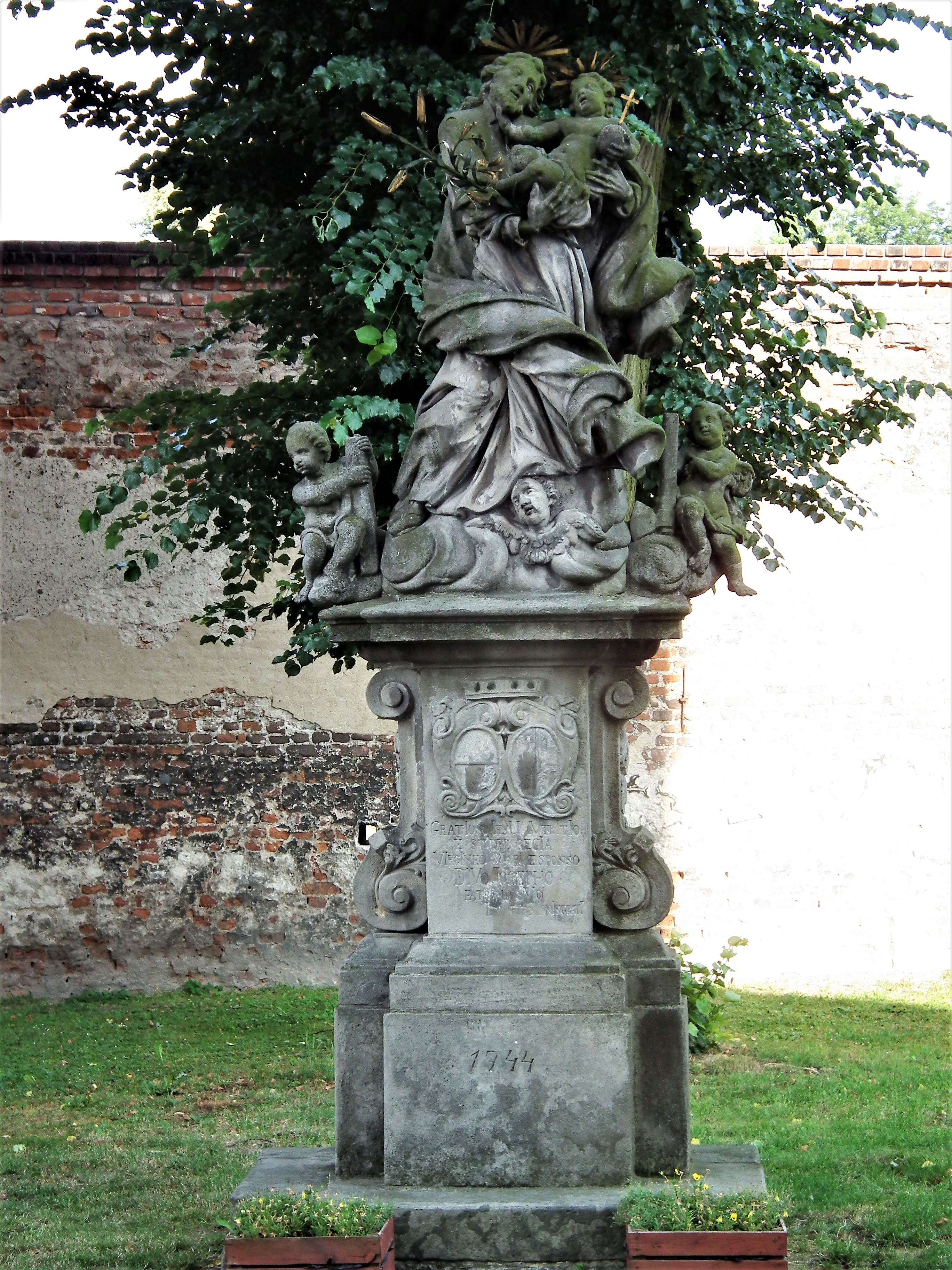
Figura na terenie przykościelnym
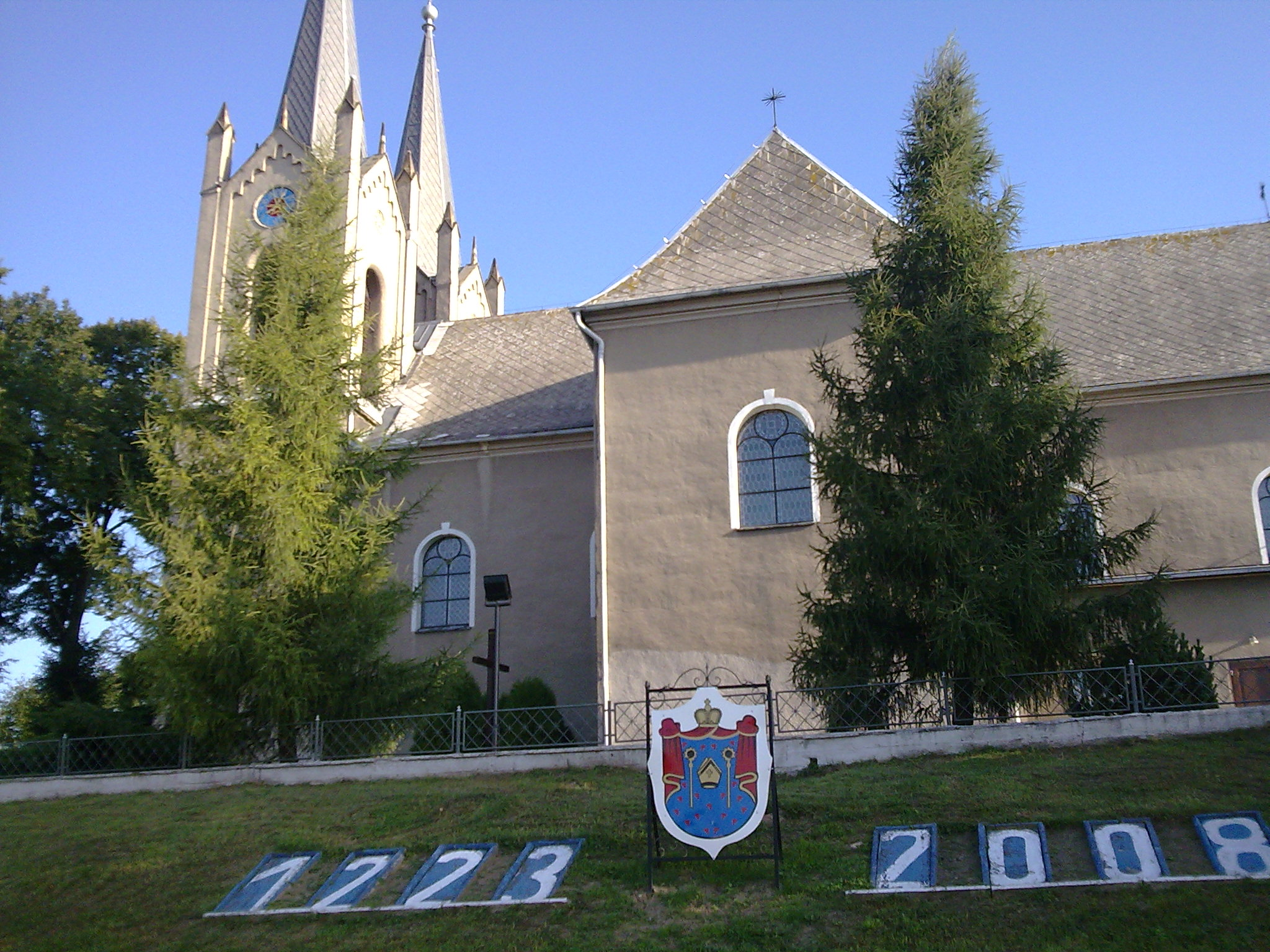
Widok kościoła